# 武井和人
武井 和人（たけい かずと）は、日本古典研究者。埼玉大学名誉教授。
- 1954年 東京都生まれ

- 1977年 東京教育大学文学部国文科卒業
- 1982年 東京都立大学 (1949-2011)大学院人文科学研究科博士課程単位取得退学
- 1982年 埼玉大学 教養部講師
- 1984年 同 助教授
- 1995年 埼玉大学 教養学部助教授
- 1997年 同 教授
- 2001年 「中世古典学の書誌学的研究」で、博士（文学）〔國學院大學〕
- 2020年 埼玉大学名誉教授[1]

【専攻】古典籍学　　※投稿誌『研究と資料』を編集・刊行中（1979／04～）

## 著書
1. 『一条兼良の書誌的研究』（桜楓社 1987）
2. 『中世和歌の文献学的研究〔笠間叢書221〕』（笠間書院 1989）
3. 『OAK活用ブック』（ソフトバンク出版事業部 1993）
4. 『新古今集詞書論〔新典社選書６〕』（新典社 1993）
5. 『中世古典学の書誌学的研究』（勉誠出版 1999）
6. 『一条兼良の書誌的研究 増訂版』（おうふう 2000）
7. 『中世古典籍学序説〔研究叢書392〕』（和泉書院 2009）
8. 『中世古典籍之研究 どこまで書物の本姿に迫れるか〔新典社研究叢書277〕』（新典社 2015）
9. 『詩集 さくら』（土曜美術社出版販売 2018）
10. 『十市遠忠和歌典籍の研究』（武蔵野書院 2020）
11. 『校本 式子内親王集〔新典社研究叢書340〕』〈編著〉（新典社 2021）
12. 『古典の本文はなぜ揺らぎうるのか 〔新典社選書 111〕』（新典社 2022）
13. 『公事根源－本文・校異・解題－〔和泉古典文庫12〕』〈編著〉（和泉書院 2023）
14. 『一条兼良歌学書集成〔新典社研究叢書375〕』〈編著〉（新典社 2024）

### 共著・編・注釈
1. 『一条兼良全歌集 本文と各句索引〔笠間索引叢刊80〕』〈編〉 （笠間書院 1983）
2. 『十六夜日記・夜の鶴注釈〔研究叢書30〕』〈簗瀬一雄共著〉（和泉書院 1986）
3. 『FM TOWNSシステムセットアップガイド』〈山川総司, 佐賀信之, 天狼誠共著〉（ソフトバンク出版事業部 1995）
4. 『日本古典くずし字解読演習』 〈編〉（笠間書院 2010）
5. 『伊勢物語愚見抄 一条兼良自筆 影印・翻刻・研究』〈木下美佳共編〉（笠間書院 2011）
6. 『一条兼良自筆古今集童蒙抄〈影印付〉〔古今集古注釈書集成〕』〈編〉（笠間書院 2013）

## 論文
- >武井和人